# قائمة حلقات فريرن
فريرن: ما وراء نهاية الرحلة هو مسلسل أنمي تلفزيوني مستوحى من سلسلة المانغا التي تحمل الاسم نفسه والتي كتبها كانيهيتو يامادا ورسمها تسوكاسا آبي. أُنتِجَ بوَاسطة مادهاوس وبإخراج كيتشيرو سايتو.
تدور أحداث القصة حول الساحرة الجان فريرن، وهي عضوٌ سابق في مجموعة المغامرين الذين هزموا ملك الشياطين وأعادوا الانسجام إلى العالم بعد سعيٍ دام عشر سنوات. مع مرور السنين، تظل فريرن على حالها نظرًا لطول عمرها بينما يتقدم الآخرون في السن. بعد سنوات عديدة من وفاة البطل هيميل، ندمت فريرين لإبقاء رفاقها السابقين بعيدًا عنها وعدم التعرف عليهم بشكل أفضل أثناء مغامرتهم. بعد التعرف على مكان استراحة الأرواح في الجزء الشمالي من القارة، تبدأ فريرن في رحلة طويلة لإعطاء روح هيميل وداعًا مناسبًا. في هذه العملية، يتتبع فريرن ومجموعة جديدة من رفاق السفر الطريق إلى قلعة ملك الشياطين التي سلكتها مجموعة فريرن الأصلية، مما يعيد الذكريات القديمة.

قامت كرانشي رول بترخيص المسلسل خارج آسيا. قامت شركة موس كومينيكيشن بترخيص المسلسل في جنوب شرق آسيا.

## قائمة الحلقات
| رقم الحلقة | عنوان الحلقة                                                             | المُخرج                                       | تاريخ العرض الأصلي |
| --- | ------------------------------------------------------------------------ | -------------------------------------------- | ------------------ |
| 1 | «نهاية المغامرة» (冒険の終わり)                                          | أياكا تسوجي                                  | 29 سبتمبر 2023     |
| يحتفل العالم بهزيمة ملك الشياطين على يد البطل ورفاقه. والآن بعد انتهاء مغامرتهم العظيمة، ماذا ستفعل الساحرة فريرن بعد ذلك؟ |                                                                          |                                              |                    |
| 2 | «ليس بالضرورة أن يكونَ سِحرًا...» (別に魔法じゃなくたって…)                 | تومويا كيتاغاوا                              | 29 سبتمبر 2023     |
| تقوم فريرن بتعليم فيرن استخدام السحر بينما تفك شفرة كتابٍ سحريّ لأجلِ هايتر. |                                                                          |                                              |                    |
| 3 | «سحر قاتل» (人を殺す魔法)                                                | دايكي هاراشينا                               | 29 سبتمبر 2023     |
| أثناء سفرها من نفس الطريق الذي سافرت منه مع رفاقها السابقين في السفر، تواجه فريرن عدوًّا قديمًا |                                                                          |                                              |                    |
| 4 | «مرقد الأرواح» (魂の眠る地)                                              | كينتو ماتسوي                                 | 29 سبتمبر 2023     |
| تزور فريرن وفيرن أيزن الذي يطلب منهما المساعدة للبحث عن ملاحظات الساحرة الأسطورية فلامّي |                                                                          |                                              |                    |
| 5 | «شبح الأموات» (死者の幻影)                                               | كوتا موري                                    | 6 أكتوبر 2023      |
| في رحلتهما إلى أقصى شمال القارة، تصل فريرن وتلميذتها فيرن إلى معبر جبلي يُشاع أن الأشباح تختطف الناس فيه. فتقرر فريرن بإصرار من فيرن حل المشكلة ومساعدة سكان القرية                                                                                   |                                                                          |                                              |                    |
| 6 | «بطل القريَة» (村の英雄)                                                  | تورو إيوازاوا                                | 13 أكتوبر 2023     |
| بعد زيارة فير لستارك أثناء تدريبه، وبعد محادثة بينهما، ينلطق الثلاثة لمواجهة التنين، ويبدأ ستارك مهمته في إشغاله لثلاثين ثانية. لكن بعد انقضائها، ترفض فريرن مهاجمة التنين                                                                           |                                                                          |                                              |                    |
| 7 | «شيء كالخرافة» (おとぎ話のようなもの)                                    | كيسوكي كوجيما                                | 20 أكتوبر 2023     |
| تستمر رحلة فريرن وفير وستارك نحو الشمال، وعند وصولهم إلى بلدة في الشمال، تستشعر فريرن وجود شياطين فتحاول مهاجمتهم، لكن حرس البلدة يعتقلونها ويزجون بها في السجن                                                                                      |                                                                          |                                              |                    |
| 8 | «فريرن في الجنازة» (葬送のフリーレン)                                    | تومويا كيتاغاوا                              | 27 أكتوبر 2023     |
| بينما تواجه فريرن درات الذي أتى لقتلها، يتناقض ستارك وفيرن حول ما يجب فعله لمساعدة البلدة وإنقاذها من الشياطين، لذا يقرران الذهاب مباشرة إلى الإيرل وطلب إطلاق سراح فريرن                                                                            |                                                                          |                                              |                    |
| 9 | «قاطفة الرّؤوس آورا» (断頭台のアウラ)                                     | كوكي فوجيموتو                                | 3 نوفمبر 2023      |
| تقف فريرن أمام قاطفة الرؤوس آورا وتبدأ المواجهة بينهما، في تلك الأثناء وبينما ستارك وفيرن يحاول إخلاء القرية، يتعرضان لهجوم مفاجئ |                                                                          |                                              |                    |
| 10 | «ساحرة قويّة» (強い魔法使い)                                              | نوبوهيدي كاريا كازوماسا إيسواغا              | 10 نوفمبر 2023     |
| أثناء قتالها مع قاطفة الرؤوس آورا، تعود فريرن بذكرياتها إلى أول مرة التقت فيها فلامّي وكيف صارت تلميذتها وما تعلمته منها عن السحر وعن كيفية مواجهة الشياطين                                                                                           |                                                                          |                                              |                    |
| 11 | «شتاء في الأراضي الشماليّة» (北側諸国の冬)                                | كينتو ماتسوي كونيو فوجي                      | 17 نوفمبر 2023     |
| بعد هزيمة فريرن لأورا، يشكرها الإيرل غرانات ويحتفي سكان القرية بها وبمن معها قبل أن يتجهوا نحو جبال شوير للتوجة إلى إندي. في طريقهم يعلقون في عاصفة ثجلية قوية                                                                                       |                                                                          |                                              |                    |
| 12 | «بطل حقيقي» (本物の勇者)                                                 | يوشيكي كاواساكي                              | 24 نوفمبر 2023     |
| تواصل المجموعة رحلتها وسط العاصفة الثجلية إلى أن تصل إلى قرية السيف التي كانت تحمي سيف البطل. أثناء ذهابهم للقضاء على الوحوش المحيطة بالمكان لكي تتمم فريرن واجبها تجاه القرية، يكتشف ستارك شيئًا لم يتوقعه                                           |                                                                          |                                              |                    |
| 13 | «النفور ممّن يشبهك» (同族嫌悪)                                            | تاكاهيرو ناتوري                              | 1 ديسمبر 2023      |
| تلتقي فريرن برجل غارق في مستنقع عميق وتخرجه منه. وفي طريقهم إلى إحدى البلدات، يعض ثعبان سام ستارك، فيضطرون للعود إلى قرية الرجل الذي أنقذوه |                                                                          |                                              |                    |
| 14 | «امتياز الشّباب» (若者の特権)                                             | شينيا إينو                                   | 8 ديسمبر 2023      |
| فيرن غاضبة جدًّا من ستارك لأنّه لم يحضر هدية لها في عيد ميلادها. ينصحها زاين بأن تذهب للاعتذار منه لأنها بالغت في ردة فعلها. لاحقًا، تركب فريرن ومن معها في عربة تاجر للذهاب إلى البلدة التالية، لكنهم يتعرضون لهجوم من وحش طائر                         |                                                                          |                                              |                    |
| 15 | «رائحة المتاعب» (厄介事の匂い)                                           | موريو أساكا كازوماسا إيسوغاوا إيزومي سيغوتشي | 15 ديسمبر 2023     |
| تصل فريرن ومجموعتها إلى إحدى القرى، وفيها يجدون كلّ سكانها نائمين. تتحرى المجموعة الأمر ويكتشفون أنّ سبب لعنة مصدرها أحد الوحوش |                                                                          |                                              |                    |
| 16 | «صديق قديم» (長寿友達)                                                   | كوتا موري                                    | 22 ديسمبر 2023     |
| تذهب فريرن ومجموعتها إلى قرية يحميها صديق قديم لفريرن وتعرفه عليهم. بعد ذلك يستكملون طريقهم ويتسمر زاين بالبحث عن صديقه |                                                                          |                                              |                    |
| 17 | «دُمتم بخير» (じゃあ元気で)                                               | تاكو كيمورا هاروكا يوتوكو                    | 5 يناير 2024       |
| تبدأ موجة برد قارس قبل أن يتخذ زاين قراره، لذا على المجموعة الآن الانتظار لشهر كامل حتى تنتهي موجة البرد قبل أن يقرر زاين ما إن كان سيبقى معهم أم لا                                                                                                 |                                                                          |                                              |                    |
| 18 | «اختبار سحرة الدّرجة الأولىٰ» (一級魔法使い選抜試験)                       | كين أندو                                     | 12 يناير 2024      |
| وصلت فريرن ورفاقها أخيرًا إلى أويساست، ويستعدون لإجراء اختبار سحرة الدرجة الأولى |                                                                          |                                              |                    |
| 19 | «تخطيط دقيق» (入念な計画)                                                | فومي موروي                                   | 19 يناير 2024      |
| يصل الامتحان الأول إلى يومه الثاني ويقترب من نهايته، لكن فريرن ومجموعتها لم تمسك بعصفور ستيلي بعد. أثناء مراجعتهن لما اكتشفنه عن الستيلي أثناء مراقبتها، تتوصل فريرن لخطة ما                                                                         |                                                                          |                                              |                    |
| 20 | «قتل ضروري» (必要な殺し)                                                 | يوشيكي كاواساكي                              | 26 يناير 2024      |
| تستمر فيرن في مواجهة خصمها بينما يفعل أفراد مجموعتها نفس الشيء، وفي تلك الأثناء، تصل مجموعة أخرى حيث فريرن ومجموعتها راغبين في سرقة الستيلي منهم |                                                                          |                                              |                    |
| 21 | «عالم السّحر» (魔法の世界)                                                | كوتا موري                                    | 2 فبراير 2024      |
| يبدأ القتال من أجل الحصول على الستيلي، فريرن تواجه العجوز ولاوفن ورفيقتها ضدّ ريختر الأقوى منهما بكثير. في تلك الأثناء، يشعر مراقبا الامتحان بأحد يحلل الحاجز في محاولة لكسره، لكنّهما ليسا قلقين من ذلك لأنّه حاجز وضعته الساحرة العظيمة ولا يمكن كسره |                                                                          |                                              |                    |
| 22 | «أعداء بدءًا من الآن» (次からは敵同士)                                    | تاكاهيرو ناتوري                              | 9 فبراير 2024      |
| ينتهي الامتحان الأول ويعود الممتحَنون إلى البلدة وكلّ منهم يقضي وقته بشكل ما في انتظار توصلهم بمعلومات عن الامتحان الثاني |                                                                          |                                              |                    |
| 23 | «احتلال المغارة» (迷宮攻略)                                              | كازوماسا إيسوغاوا                            | 16 فبراير 2024     |
| يبدأ الامتحان التالي، ومن الظاهر يبدو كغارة بسيطة على أحد الدياميس، إلى أن يقترب الممتحَنون من قاع الديماس، حيث يواجهون خصومًا غير متوقعين |                                                                          |                                              |                    |
| 24 | «نسخة مثاليّة» (完璧な複製体)                                             | هاياتو كاكينوكيدا                            | 23 فبراير 2024     |
| تصل فريرن ومجموعتها إلى القاع حيث تجد بقية الممتحَنين جالسين هناك عاجزين أمام الخصم الذي كان ينتظرهم، فيبدأ التفكير في طريقة لهزيمته |                                                                          |                                              |                    |
| 25 | «ثغرة مميتة» (致命的な隙)                                                | تومويا كيتاغاوا                              | 1 مارس 2024        |
| يحاول الممتَحَنون وعلى رأسهم فريرن التفكير في خطة لقتال نسختها. في تلك الأثناء يصل أحد الممتحنين مصابًا ويخبرهم بمعلومات لم تكن لديهم من قبل تساعدهم في فهم ماهية النسخ التي يواجهونها                                                                  |                                                                          |                                              |                    |
| 26 | «قمّة السحر» (魔法の高み)                                                 | هيروتاكا موري                                | 8 مارس 2024        |
| تتوصل المجموعة إلى خطة لقهر الديماس وهي كسب الوقت لفريرن حتى تتمكن من هزيمة الشبيغل. ولذلك سيقاتل الجميع النسخة التي تشكل الخصم الأضعف له. لكن هناك ثلاث نسخ لم يعرفوا مكانها بعد                                                                    |                                                                          |                                              |                    |
| 27 | «عصر البشر» (人間の時代)                                                 | كا هي إيم                                    | 15 مارس 2024       |
| تتشاجر فيرن وفريرن لأن فريرن اقترحت شراء عصا جديدة بدل إصلاح القديمة. لا تريد فيرد شراء عصا جديدة لأنها عصا حصلت عليها كهدية من هايتر |                                                                          |                                              |                    |
| 28 | «سيكون الأمر محرجًا عندما نلتقي مجددًا» (また会ったときに恥ずかしいからね) | كييتشيرو سايتو                               | 22 مارس 2024       |
| تزف فيرن خبر نجاحها في الاختبار إلى فريرن التي تشعر بالفخر وتشيد بها. في وقت لاحق، تذهب فيرن مع فريرن من أجل الحصول على امتيازها، لكنهما تُفاجآن بأنّ زيري منعت فريرن من دخول أي منشأة لجمعية السحر القارية لألف سنة                                   |                                                                          |                                              |                    |

## إصدارات الأقراص
| المجلد | تاريخ الصدور   | الحلقات |
| ------ | -------------- | ------- |
| 1      | 24 يناير 2024  | 1–4     |
| 2      | 21 فبراير 2024 | 5–8     |
| 3      | 20 مارس 2024   | 9–12    |
| 4      | 17 أبريل 2024  | 13–16   |
| 5      | 22 مايو 2024   | 17–20   |
| 6      | 19 يونيو 2024  | 21–24   |
| 7      | 17 يوليو 2024  | 25–28   |